# Franck Fisseux
Franck Fisseux, francoski lokostrelec, * 19. februar 1985.
Sodeloval je na lokostrelskem delu poletnih olimpijskih igrah leta 2000, kjer je osvojil 38. mesto v individualni in 10. mesto v ekipni konkurenci.